# Poecile rufescens
El carbonero dorsicastaño o carbonero de lomo castaño (Poecile rufescens), es una especie de ave paseriforme de la familia Paridae, nativa de América del Norte. 

## Distribución y hábitat
Su hábitat son las coníferas de baja elevación y bosques mixtos en el Noroeste del Pacífico en América del Norte, desde el sur de Alaska hasta el suroeste de California. Es residente permanente dentro de su gama, con algunos movimientos estacionales en busca de alimento. Por lo general se mueven a zonas más bajas de la misma zona a principios del invierno y regresa a elevaciones más altas en verano.
En el área de la Bahía de San Francisco esta ave se ha adaptado fácilmente a escenarios suburbanos, lo que provocó una expansión del rango.

## Subespecies
Se reconocen tres subespecies de esta ave:
- Poecile r. barlowi (Grinnell, 1900)
- Poecile r. neglecta (Ridgway, 1879)
- Poecile r. rufescens (J. K. Townsend, 1837)